# Felipe Gil Casares
Felipe Gil Casares (Santiago de Compostela, 16 de octubre de 1877 - Villagarcía de Arosa, 3 de agosto de 1953)  fue un abogado y político español. 

## Trayectoria
Hijo del profesor de ciencias Ramón Gil Villanueva y nieto del eminente químico Antonio Casares Rodríguez, hermano del médico Miguel Gil Casares. Se licenció en derecho y fue catedrático de derecho civil en la Universidad de Santiago de Compostela.
El 25 de agosto de 1923|de 1923 presentó su renuncia el alcalde de Santiago de Compostela, Vicente Goyanes Cedrón, alegando motivos de salud y acumulación de trabajo en su cátedra de Medicina, renuncia que fue aceptada en la sesión municipal del 29 de agosto. La alcaldía pasó a manos del concejal monterista y garcíaprietista Manuel Fuentes Rodríguez, que había sido alcalde accidental durante todo el mes de agosto. Finalmente, el 13 de septiembre cayó el gobierno de García Prieto tras el Golpe de Estado de Miguel Primo de Rivera. Era sólo cuestión de tiempo que el mandato de Fuentes en Santiago llegara a su fin, y así sucedió la tarde del 1 de octubre. En las oficinas de la alcaldía acudió el Comandante Militar de Santiago y Coronel del Regimiento nº 12 de Zaragoza, Julio Rodríguez Pérez, quien, tras visitar el Palacio de Rajoy, decidió destituir a todos los concejales, recibiendo el bastón de mando de la autoridad militar. Luego convocó a la Asamblea de Asociados para esa misma tarde a fin de proceder a la elección de nuevos concejales. Una vez reunidos, entre ellos Gil Casares, el coronel leyó un decreto en virtud del cual los miembros de la Xunta quedaban automáticamente convertidos en concejales. Luego se procedió a votar por el alcalde, quien resultó ser el propio Felipe Gil Casares por 20 votos a favor y uno en blanco. Ocupó este cargo hasta enero de 1924 y nuevamente desde noviembre de 1930 hasta el 12 de abril de 1931.

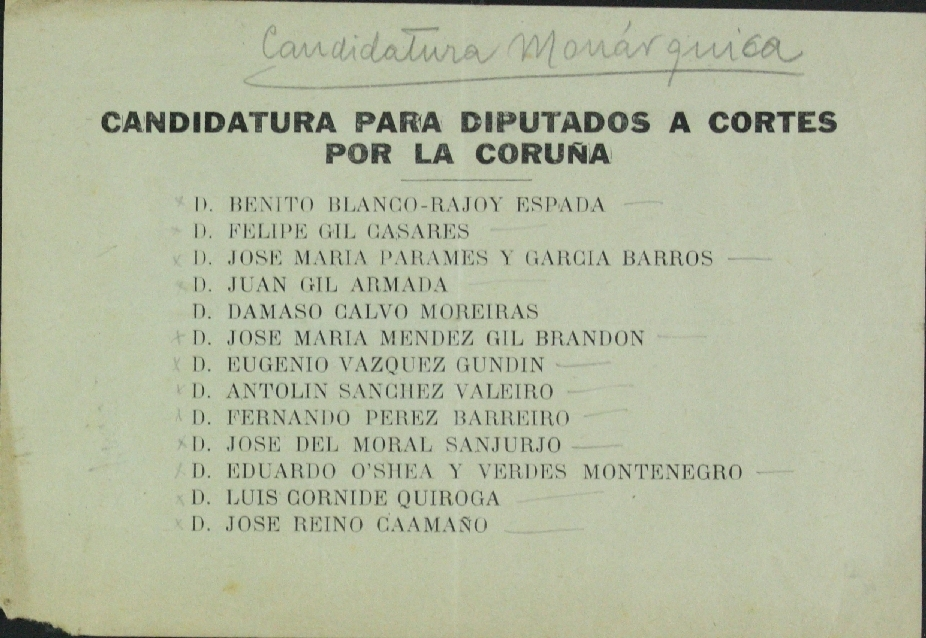
Candidatura de derechas de la provincia de La Coruña para las elecciones de febrero de 1936.

Tras proclamarse la República se afilió a Acción Popular, partido que pasó a formar parte de la CEDA, coalición por la que fue elegido diputado por la Provincia de La Coruña en las elecciones generales españolas de 1933 y 1936.
Cuando se produjo el golpe de Estado del 18 de julio de 1936, se presentó ante el comandante militar de Compostela, Bermúdez de Castro, con 30 jóvenes armados de la JAP para ofrecer sus servicios a los sublevados. El 17 de noviembre de 1936 fue nombrado canciller de la USC, cargo desde el que impulsó una reunión de apoyo a los sublevados entre los cancilleres de la España franquista dirigida a la comunidad internacional. Desde noviembre de 1938 fue magistrado de la Sala de lo Contencioso Administrativo del Tribunal Supremo de España.

## Vida personal
Se casó con Carmen Pérez Esteso y fue padre de Antonio, Rafael, José María, Mª de la Asunción, Miguel y Mª del Carmen Gil Pérez.